# Else-Marthe Sørlie Lybekk
Else-Marthe Sørlie Lybekk, född 11 september 1978 i Gjøvik, är en norsk tidigare handbollsspelare (mittsexa). Hon spelade 215 landskamper och gjorde 598 för Norges landslag, från 1997 till 2008.
Hon tog OS-brons 2000 i Sydney och OS-guld 2008 i Peking.

## Klubbar
- Snertingdal IF
- Toten HK
- Nordstrand IF (–2003)
- HC Leipzig (2003–2008)
- Nordstrand IF (2008–2010)